# Iponitrito reduttasi
La iponitrito reduttasi è un enzima appartenente alla classe delle ossidoreduttasi, che catalizza la seguente reazione:
2 idrossilammina + 2 NAD+ ⇄ acido iponitroso + 2 NADH + 2 H+
L'enzima è una metalloproteina.